# Dicasterie voor Bevordering van de Eenheid van de Christenen
Het dicasterie voor  Bevordering van de Eenheid van de Christenen is een orgaan van de Romeinse Curie.
Het dicasterie werd ingesteld op 5 juni 2022 bij de inwerkingtreding van de apostolische constitutie Praedicate Evangelium. De op dezelfde datum opgeheven Pauselijke Raad voor Bevordering van de Eenheid van de Christenen werd in dit dicasterie geïncorporeerd; de taken en bevoegdheden van dit orgaan werden overgedragen aan het dicasterie. Ook de commissie voor de Religieuze Betrekkingen met het Jodendom valt onder de verantwoordelijkheid van dit dicasterie. 
De president van de Pauselijke Raad ter bevordering van de Eenheid van de Christenen, Kurt Koch, bleef aan als prefect van het dicasterie. 